# Emilio Izaguirre
Artikeln följer den spanska namnseden; faderns efternamn är Izaguirre och moderns efternamn Girón.
Emilio Arturo Izaguirre Girón, född 10 maj 1986 i Tegucigalpa, är en honduransk fotbollsspelare (vänsterback) som spelar för Marathón och det honduranska landslaget. Han representerade landslaget vid fotbolls-VM 2010 och Gold Cup 2007.

## Karriär
Izaguirre började sin karriär i Motagua, där han spelade i sju år. Han värvades 2010 av Celtic för 600 000 pund. Under sin första säsong i Skottland (säsongen 2010/2011) fick han fyra stycken större individuella utmärkelser.
I juli 2017 värvades Izaguirre av saudiarabiska Al-Fayha, där han skrev på ett tvåårskontrakt. Den 10 augusti 2018 återvände Izaguirre till Celtic, där han skrev på ett ettårskontrakt. I augusti 2019 återvände Izaguirre till Motagua, där han skrev på ett ettårskontrakt. I februari 2021 värvades Izaguirre av Marathón.